# Convenzione di Londra (1840)
La convenzione di Londra del 1840 è stato un accordo (che formalmente si chiama “convenzione per la pacificazione del Levante”) firmato il 15 luglio 1840 tra Russia, Austria, Regno Unito e Prussia da un lato e l'Impero ottomano dall'altro.

## Trattative
Il trattato riassumeva i recenti accordi riguardanti l'Impero ottomano sotto Abdülmecid I, e la sua seconda guerra con l'Egitto di Mehmet Ali. Fu portato avanti dalla paura delle grandi potenze dell'effetto destabilizzante che un crollo ottomano avrebbe avuto sull'Europa.
Gli ottomani accettarono di dichiarare i Dardanelli chiusi a tutte le navi da guerra non ottomane in tempo di pace. In cambio, i firmatari offrirono a Muhammad Ali e ai suoi eredi il controllo permanente sull'Egitto e sull'eyalet di Sidone se i territori fossero rimasti parte dell'Impero ottomano. Se non avesse accettato il ritiro delle sue forze entro dieci giorni, avrebbe dovuto perdere l'offerta nella Siria meridionale; se avesse ritardato l'accettazione per più di 20 giorni, avrebbe dovuto rinunciare a tutto quanto offerto. Egli doveva anche restituire al sultano Abdülmecid I la flotta ottomana che aveva disertato ad Alessandria. Muhammad Ali doveva anche ritirare immediatamente le sue forze dall'Arabia, dalle Città Sante, da Creta, dal distretto di Adana, tutto all'interno dell'Impero ottomano.

## Crisi Orientale del 1840
Le potenze europee accettarono di usare tutti i mezzi di persuasione possibili per realizzare questo accordo, ma Muhammad Ali, sostenuto dalla Francia, rifiutò di accettarne i termini nel tempo stabilito. Questo portò alla crisi orientale del 1840, e le forze britanniche e austriache attaccarono San Giovanni d'Acri, sconfiggendo le sue truppe alla fine del 1840. Le forze di Muhammad Ali affrontarono una crescente pressione militare dall'Europa e dall'Impero Ottomano, combatterono una battaglia persa contro gli insorti nei suoi territori catturati, e videro il generale deterioramento delle loro forze armate a causa dello sforzo delle recenti guerre.
Muhammad Ali accettò infine i termini della convenzione e i firmani emessi successivamente dal sultano, confermando il suo dominio su Egitto e Sudan. Si ritirò dalla Siria e da Creta e rimandò indietro la flotta ottomana. La convenzione di Londra e i firmani furono la base legale per lo status dell'Egitto come provincia ottomana privilegiata. Più tardi i nazionalisti egiziani li citarono per screditare le rivendicazioni dell'occupazione britannica